# Kobra 2000
Kobra 2000 – projekt lekkiego samolotu pola walki opracowany w zespole konstrukcyjnym Włodzimierza Gnarowskiego w Instytucie Lotnictwa w Warszawie w latach 1992–1994. 

## Historia
Miał on stanowić alternatywę dla PZL-230 Skorpion. Maszyna miała być łudząco podobna do samolotu F-16, z tym tylko, iż wlot powietrza do tandemu silników (jak w F-107) znalazł się na grzbiecie kadłuba, co pozwoliło zmniejszyć prawdopodobieństwo zassania zanieczyszczeń z powierzchni lądowiska i tym samym umożliwić samolotowi korzystanie nawet ze złej jakości lotnisk polowych. Rozwiązanie to miało również dotleniać silniki w czasie lotu w dużym kącie natarcia i, hipotetycznie, pozwolić np. osiągnąć manewr kobry.
Konstrukcja miała być półskorupowa, duralowa z zastosowaniem materiałów kompozytowych. Napęd stanowić mogły dwa silniki PZL D-28 o ciągu 2700 daN lub Rolls-Royce/SNECMA Adour Mk. 871 (2620 daN) umieszczone obok siebie w tyle kadłuba. Uzbrojenie miały stanowić bomby i rakiety podwieszane na 6 zaczepach pod skrzydłami, w komorze bombowej i w węźle kadłubowym, a także 2 działka, najprawdopodobniej GSz-30-1 lub DEFA-553 kal. 30 mm.